# Полтавський іподром

Полтавський іподром, початок XX століття

Полтавський іподром — іподром у Полтаві. Заснований з ініціативи Полтавського товариства випробування коней. Діяв з 1852 до 1917 року на Сінній площі (тепер територія полтавського стадіону «Ворскла» й парку на майдані Незалежності). Перші змагання відбулися в червні 1853 року. У 1910 році з іподрому стартував літак відомого російського авіатора Сергія Уточкіна «Фарман», на якому він здійснював перші польоти над містом та його околицями.